# Roy Kim
Kim Sang-woo (Hangul: 김상우, Hanja: 金相佑; 3 de julho de 1993), mais conhecido pelo nome artístico Roy Kim (Hangul: 로이킴), é um cantor, compositor e apresentador de rádio sul-coreano. Ele foi o vencedor do programa de talentos da Mnet, ‘Superstar K4’.

## Biografia
Roy Kim nasceu em Seul, na Coreia do Sul em 3 de julho de 1993. Sua mãe era uma artista, e seu pai, Kim Hong-taek, é um ex-professor da Universidade de Hongik. Durante os anos do ensino fundamental, ele morou por algum tempo no Canadá para estudar, depois foi para Asheville, Carolina do Norte, nos Estados Unidos, e se formou na Asheville School.

## Carreira musical

### 2012 - Superstar K4
Antes dele competir no Superstar K4 (equivalente ao American Idol coreano), ele cantava durante o seu tempo livre e divulgava seus covers no youtube. Tirando um intervalo de um ano da Universidade de Georgetown, em 2012, Kim entrou no programa da Mnet, onde foi coroado o vencedor do programa entre os 2.083.447 candidatos. Roy Kim doou todo o prêmio.
| “ | Foi ideia do meu pai doar o dinheiro do prêmio. | ” |

### 2013 - Love Love Love
Love Love Love (estilizado como LOVE LOVE LOVE) é o primeiro álbum de estúdio do Roy Kim, lançado e distribuído em 25 de junho de 2013 através de CJ E&M. O álbum conta com nove faixas no total, e gerou dois singles de sucesso,  "Spring Spring Spring" e a faixa-título "Love Love Love".

#### Antecedentes
Pouco depois de vencer o Superstar K4, foi anunciado que Roy Kim estava se preparando para lançar um mini-álbum na Primavera de 2013. No entanto, esses planos foram demolidos em prol de lançar o primeiro single do Kim,  "Spring Spring Spring" (Hangul: 봄봄봄; RR: Bom Bom Bom) seguido por um álbum de estúdio completo. Após o lançamento de "Spring Spring Spring", em abril de 2013, ele começou a gravar o restante do álbum. Em junho daquele ano, foi anunciado pela CJ E&M que o cantor estava em fase final de preparação do álbum.

#### Lançamento e promoções
Em 18 de junho de 2013, uma semana antes do lançamento do álbum, a tracklist do álbum foi revelada, juntamente com a imagem teaser. Nos dias que antecederam o lançamento, mais alguns teasers foram lançados, incluindo o making-of do processo de gravação e um teaser da música.
Após o lançamento do álbum, a faixa-título "Love Love Love" imediatamente atingiu o topo das paradas musicais em tempo real, incluindo MelOn, Mnet, Bugs, Naver Music, Daum Music e Soribada. Roy Kim teve sua volta aos palcos no M! Countdown da Mnet em 27 de junho de 2013, onde ele cantou "Let Me Love You" (Hangul: 그대 를 사랑 한단 말; RR: Geudaereul Saranghandan Mal) e faixa-título do álbum, "Love Love Love". Ele continuou promovendo o álbum em vários programas musicais naquele ano.

#### Tracklist
| Lista de faixas |                        |                           |                              |         |  |
| N.º             | Título                 | Compositor(es)            | Produtor(es)                 | Duração |  |
| 1.              | "Intro (My Forest)"    | Kim Sang-woo (Roy Kim)    | Kim Sang-woo                 | 0:56    |  |
| 2.              | "When You Are Down"    | Kim Sang-woo              | Kim Sang-woo Jung Ji-chan    | 3:30    |  |
| 3.              | "Spring Spring Spring" | Kim Sang-woo              | Kim Sang-woo Bae Young-kyung | 3:29    |  |
| 4.              | "Let Me Love You"      | Kim Sang-woo              | Kim Sang-woo Jung Ji-chan    | 4:14    |  |
| 5.              | "Love Love Love"       | Kim Sang-woo              | Kim Sang-woo                 | 3:37    |  |
| 6.              | "Grandfather's Camera" | Kim Sang-woo Jung Ji-chan | Kim Sang-woo Jung Ji-chan    | 3:47    |  |
| 7.              | "Don't Know How"       | Kim Sang-woo              | Kim Sang-woo                 | 3:40    |  |
| 8.              | "Follow Me"            | Kim Sang-woo              | Kim Sang-woo                 | 2:59    |  |
| 9.              | "12 O'Clock"           | Kim Sang-woo              | Kim Sang-woo                 | 3:44    |  |
| Duração total:  | Duração total:         | Duração total:            | Duração total:               | 29:56   |  |

### 2014 - HOME
Home (às vezes estilizado como HOME) lançado e distribuído em 08 de outubro de 2014 pela CJ E&M. O álbum conta com nove faixas no total, incluindo a faixa-título que compartilha o mesmo nome do título do álbum. É o primeiro lançamento do Kim desde Love Love Love (2013).

#### Antecedentes
Em fevereiro de 2014, enquanto Roy Kim estava estudando na Universidade de Georgetown, foi anunciado que ele havia renovado seu contrato de exclusividade com a CJ E&M e tinha planos de lançar seu segundo álbum no outono. Em junho de 2014, Kim confirmou que ele havia começado a trabalhar no álbum através de uma carta escrita à mão para os fãs, dizendo: "Estou preparando meu segundo álbum, então por favor, apenas esperem um pouco mais!" Em setembro, o álbum intitulado Home foi oficialmente anunciado para outubro.
Home envolveu a participação de inúmeros músicos, incluindo Eric Darken, Dan Needham, Gary Lunn, Mark Uselli, e Sungha Jung.

#### Lançamento
Em 21 de setembro de 2014, Roy Kim enviou uma performance acústica da música "12 O'Clock" do seu álbum de estúdio anterior "Love Love Love", no seu canal oficial no YouTube, afirmando que "O segundo álbum estava chegando. Na próxima lua cheia" e informando aos fãs do iminente lançamento do álbum. Uma imagem teaser para o álbum foi revelada em 29 de setembro, juntamente com a confirmação da data de lançamento (08 de outubro). No dia seguinte, uma imagem manuscrita da tracklist do álbum foi postada na conta do Instagram de Kim. Em 2 de outubro, o teaser do vídeo da música "Home" foi lançado através do YouTube.
Antes do lançamento do álbum, um lyric video para a música "Nothing Lasts Forever" (Hangul: 영원한 건 없지만; RR: Yeongwonhan Geon Eopjiman) criado em colaboração com astrofotógrafo sul-coreano Kwon O-chul, foi enviado através do canal oficial no YouTube da CJ E&M. Kim exibiu o vídeo gratuitamente em Gwanghwarang, Sejong Center de 3 outubro - 7 outubro.
Todo o álbum foi lançado digitalmente ás 12:00 KST em 8 de outubro, junto com o clipe da faixa-título. Imediatamente após o lançamento, a faixa título "Home" atingiu o topo das paradas musicais em tempo real, incluindo melOn, Mnet, Naver Music, Olleh Music, e Monkey3.
Em 14 de outubro, a agência de Kim surpreendentemente lançou um vídeo para a música "When Autumn Comes" (Hangul: 가을에; RR: Gaeul-e) dirigido por Song Won-young, que também dirigiu o vídeo para a faixa título do álbum no  YouTube.

#### Promoções
Roy Kim começou a promover seu álbum de retorno em vários programas musicais, a partir de 09 outubro de 2014, no M! Countdown da Mnet. Ele promoveu no M! Countdown,The Music Trend (Inkigayo), Show! Music Core, Show Champion, Music Bank, Simply K-Pop, The Show.
No Yoo Hee Yeol's Sketchbook da KBS, Kim cantou a faixa-título e "When Autumn Comes", junto com seu cover de "Stars Lost" popularizada pelo filme Begin Again.
Foi anunciado que Kim iria realizar sua turnê nacional intitulada "2014 ROYKIM LIVE TOUR HOME" a partir de Outubro 25. Começando no Olympic Hall, Olympic Park, Seul, o cantor fez shows em cidades como Daegu, Daejeon, Busan, e Changwon até novembro de 2014, para promover seu segundo álbum de estúdio.
Kim promoveu o álbum também em Taiwan de 13 até 15 de novembro, atendendo ao "ROY KIM 2014 HI FIVE Taipei Fan Meeting", realizado em comemoração ao lançamento do álbum no país.

#### Faixa-título

##### HOME
A faixa-título do álbum, é uma canção auto-composta do Kim (Ele também atuou no vídeo da música com a atriz Lee Chae-eun).
Roy Kim postou uma foto que ele tirou com o seu cão companheiro de 14 anos, Sancho, em sua conta no Instagram, afirmando que "A música foi feita a partir do ponto de vista do Sancho. Aconteça o que acontecer, este amigo sempre espera por mim, na porta da frente da minha casa, o que me dar energia e me deixa feliz." Kim também afirmou: "Eu não tenho nada além de gratidão, por ouvir que as pessoas vieram a saber o quanto tais seres significa para eles através da minha música. Eu sempre vou cantar pensando que esse é apenas o meu começo."

#### Tracklist
| Lista de faixas |                         |                           |                |         |  |
| N.º             | Título                  | Compositor(es)            | Produtor(es)   | Duração |  |
| 1.              | "Nothing Lasts Forever" | Kim Sang-woo (Roy Kim)    | Kim Sang-woo   | 4:03    |  |
| 2.              | "When Autumn Comes"     | Kim Sang-woo              | Kim Sang-woo   | 3:50    |  |
| 3.              | "Home"                  | Kim Sang-woo              | Kim Sang-woo   | 3:50    |  |
| 4.              | "If You Love Me"        | Kim Sang-woo              | Kim Sang-woo   | 3:39    |  |
| 5.              | "Now I Know"            | Kim Sang-woo              | Kim Sang-woo   | 3:21    |  |
| 6.              | "Hold On"               | Kim Sang-woo              | Kim Sang-woo   | 4:13    |  |
| 7.              | "Curtain"               | Kim Sang-woo Jung Ji-chan | Kim Sang-woo   | 3:15    |  |
| 8.              | "Far Away"              | Kim Sang-woo              | Kim Sang-woo   | 4:24    |  |
| 9.              | "Thank You"             | Kim Sang-woo              | Kim Sang-woo   | 3:36    |  |
| Duração total:  | Duração total:          | Duração total:            | Duração total: | 34:11   |  |

## Discografia

### Álbuns de estúdio
| 2013                                                     | Love Love Love - Lançamento: 25 de Junho de 2013 - Gravadora: CJ E&M - Formatos: CD, download digital | 3 | 15 | Vendas totais: KOR: 18,900+ |
| 2014                                                     | HOME - Lançamento: 08 de Outubro de 2014 - Gravadora: CJ E&M - Formatos: CD, download digital         | 4 | 4  | Vendas totais: KOR: 10,429+ |
| "—" denota álbuns que não entraram nas paradas musicais. | |   |    |                             |

## Singles

### Como artista principal
Desde sua primeira aparição no Superstar K4, Roy Kim já vendeu mais de 10 milhões de singles digitais na Coreia do Sul (vendas de faixas de álbuns de estúdio combinados).
| 2012                                                    | "Becoming Dust" (먼지가 되어; Meonjiga Doe-eo) (with Jung Joon-young)           | 1  | 1  | - KOR (DL): 2,041,918+ | Superstar K4 Top 12 |
| 2012                                                    | "Whistle" (휘파람, Hwiparam)                                                    | 10 | 9  | - KOR (DL): 1,283,889+ | Superstar K4 Top 12 |
| 2012                                                    | Blue/Tree Frog" (청개구리, Cheong-gaeguri)                                      | 22 | 38 | - KOR (DL): 363,970+   | Superstar K4 Top 12 |
| 2012                                                    | "The Moon of Seoul" (서울의 달, Seoului Dal)                                    | 17 | 29 | - KOR (DL): 373,693+   | Superstar K4 Top 12 |
| 2012                                                    | "It's Been a While" (한동안 뜸했었지, Handong-an Ddeumhasseotji)                | 39 | —  | - KOR (DL): 144,447+   | Superstar K4 Top 12 |
| 2012                                                    | "October Rain"(힐링이 필요해; Hilling-yi Pilyohae)                              | 2  | 5  | - KOR (DL): 1,150,506+ | Superstar K4 Top 12 |
| 2012                                                    | "Passing By" (스쳐간다, Seucheyoganda)                                          | 6  | 9  | - KOR (DL): 642,526+   | Superstar K4 Top 12 |
| 2012                                                    | "Sing a Song"                                                                   | 80 | —  | - KOR (DL): 66,923+    | It's Top 12         |
| 2012                                                    | "Creep" (with Jung Joon-young)                                                  | 73 | —  | - KOR (DL): 66,302+    | It's Top 12         |
| 2013                                                    | "Spring Spring Spring" (봄봄봄, Bom Bom Bom)                                    | 1  | 1  | - KOR (DL): 1,557,569+ | Love Love Love      |
| 2013                                                    | "Love Love Love"                                                                | 2  | 4  | - KOR (DL): 732,310+   | Love Love Love      |
| 2013                                                    | "Seoul, Here" (서울 이곳은, Seoul Igoseun) (de Reply 1994: Original Soundtrack) | 13 | 22 | - KOR (DL): 479,627+   | Single              |
| 2014                                                    | "Home"                                                                          | 2  | —  | - KOR (DL): 443,486+   | Home                |
| 2014                                                    | "Pinocchio" (피노키오, Pinokio) (de Pinocchio: Original Soundtrack)             | 26 |    | - KOR (DL): 99,220+    | Single              |
| 2014                                                    | "It's Christmas Day"                                                            |    |    |                        | Single              |
| "—" denota obras que não entraram nas paradas musicais. |                                                                                 |    |    |                        |                     |

## Shows e turnês
2012
- Superstar K4 Top 12 Concert

2013
- 1º Concert Tour: Love Love Love
- Superstar K5 All-Star Concert
- Mini Concert: Our Winter

2014
- 2014 Someday in June
- Superstar K6 All-Star Concert
- 2014 Soundberry Festa
- Sound City 2014
- Live Tour: Home
- Mini Concert: Our Winter #2

## Prêmios e indicações
| Ano  | Prêmio                       | Categoria                                                      | Indicação                     | Resultado |
| ---- | ---------------------------- | -------------------------------------------------------------- | ----------------------------- | --------- |
| 2012 | Superstar K4                 | 1º Lugar dentre os 2.083.447 candidatos                        | Roy Kim                       | Venceu    |
| 2012 | 4th MelOn Music Awards       | Hot Trend Award                                                | Roy Kim (com Jung Joon-young) | Indicado  |
| 2013 | 7th Mnet 20's Choice         | 20's Booming Star – Masculino                                  | Roy Kim                       | Venceu    |
| 2013 | 7th Mnet 20's Choice         | 20's Hot Cover Music                                           | Roy Kim (com Jung Joon-young) | Venceu    |
| 2013 | 5th MelOn Music Awards       | Top 10 Artistas                                                | Roy Kim                       | Indicado  |
| 2013 | 5th MelOn Music Awards       | Música do ano                                                  | "Spring Spring Spring"        | Indicado  |
| 2013 | 5th MelOn Music Awards       | Artista Revelação                                              | Roy Kim                       | Indicado  |
| 2013 | 5th MelOn Music Awards       | Prêmio de Popularidade                                         | Roy Kim                       | Indicado  |
| 2013 | 15th Mnet Asian Music Awards | Mnet Asian Music Award para Artista Revelação (Solo ou Groupo) | Roy Kim                       | Venceu    |
| 2014 | 28th Golden Disk Awards      | Artista Revelação                                              | Roy Kim                       | Venceu    |
| 2014 | 28th Golden Disk Awards      | Golden Disk Awards - Prêmio de Popularidade                    | Roy Kim                       | Venceu    |
| 2014 | 23rd Seoul Music Awards      | Artista Revelação                                              | Roy Kim                       | Indicado  |
| 2014 | 3rdGaon Chart K-Pop Awards   | Artista Revelação Masculino                                    | Roy Kim                       | Indicado  |
| 2014 | 3rdGaon Chart K-Pop Awards   | Música do ano - Popular Karaoke                                | Roy Kim (com Jung Joon-young) | Venceu    |
| 2014 | 50th Baeksang Arts Awards    | Melhor Trilha Sonora Original                                  | "Seoul, Here" (de Reply 1994) | Indicado  |
| 2014 | 6th MelOn Music Awards       | Estilo musical - Folk                                          | "Home"                        | Indicado  |
| 2014 | 16th Mnet Asian Music Awards | Melhor Artista Masculino                                       | Roy Kim                       | Indicado  |
| 2014 | 16th Mnet Asian Music Awards | Melhor Performance Vocal - Masculino                           | "Home"                        | Indicado  |
| 2014 | 16th Mnet Asian Music Awards | UnionPay - Artista do Ano                                      | Roy Kim                       | Indicado  |
| 2014 | 16th Mnet Asian Music Awards | UnionPay - Música do ano                                       | "Home"                        | Indicado  |
| 2015 | 24th Seoul Music Awards      | Bonsang (Prêmio principal)                                     | Roy Kim                       | Pendente  |
| 2015 | 24th Seoul Music Awards      | Prêmio de popularidade High1/Móvel                             | Roy Kim                       | Pendente  |
| 2015 | 24th Seoul Music Awards      | Prêmio Especial Hallyu                                         | Roy Kim                       | Pendente  |

### Prêmios de programas musicais
Roy Kim conquistou o primeiro lugar nos programas musicais sul-coreano como: Show! Music Core da MBC, e M! Countdown da Mnet.

#### M Countdown
| Ano  | Data          | Canção |
| ---- | ------------- | ------ |
| 2014 | 16 de Outubro | "Home" |

#### Show! Music Core
| Ano  | Data          | Canção           |
| ---- | ------------- | ---------------- |
| 2013 | 11 de Maio    | "Bom Bom Bom"    |
| 2013 | 6 de Julho    | "Love Love Love" |
| 2014 | 18 de Outubro | "Home"           |

#### Mnet Music Triangle
| Ano  | Data          | Canção                                      |
| ---- | ------------- | ------------------------------------------- |
| 2012 | 24 de Outubro | "Becoming Dust" (dueto com Jung Joon-young) |